# 植竹正隆
植竹 正隆（うえたけ まさたか、1945年1月12日 - ）は日本の実業家。中国塗料株式会社代表取締役社長を経て、同社代表取締役会長。元一般社団法人日本塗料工業会副会長。

## 人物・経歴
広島県出身。1968年広島商科大学（現広島修道大学）商学部卒業、中国塗料入社。1997年中国塗料取締役船舶塗料事業本部長。2003年中国塗料常務取締役マリンコーティングスディビジョンプレジデント。2007年中国塗料専務取締役営業部門並びに海外子会社の統括。2010年から中国塗料代表取締役社長を務め、船舶用塗料世界3位として、世界1位を目指し事業のグローバル化を進めるなどした。2021年中国塗料代表取締役会長。日本塗料工業会副会長も務めた。